# La Vierge dans une église
La Vierge dans une église est un tableau à l'huile sur panneau de bois de chêne de petites dimensions (31 × 14 cm), attribué au peintre primitif flamand Jan van Eyck. Il est conservé à la Gemäldegalerie (Berlin). Probablement exécuté entre 1438 et 1440, il représente la Vierge Marie tenant dans ses bras l'Enfant Jésus dans la nef d'une église.
Marie apparaît comme la Reine des Cieux, portant un Enfant Jésus espiègle dans une pose qui n'est pas sans rappeler la tradition byzantine des icônes Éléousa. Comme dans les représentations byzantines de la Vierge, van Eyck montre également une Marie monumentale, d'une grandeur irréaliste par rapport à l'environnement architectural gothique. Les flots de lumière tombant des fenêtres de l'église, figurés avec une très grande minutie, illuminent l'espace intérieur pour évoquer symboliquement la conception virginale de Jésus et la présence immatérielle de Dieu.
La plupart des historiens d'art considère le panneau comme étant l'aile gauche d'un diptyque démantelé. Selon toute vraisemblance, l'aile opposée, dont on ignore tout, représentait le portrait du donateur. Deux copies quasi contemporaines présentant deux diptyques complets, quoique s'écartant sensiblement du modèle originel, l'une du Maître de 1499, l'autre de Jan Gossaert, pourraient attester cette hypothèse, dans la mesure où les deux tableaux de droite sont bel et bien le portrait d'un donateur.
La Vierge dans une église est documentée pour la première fois en 1851. Depuis cette date, sa datation et son attribution sont l'objet de nombreux débats parmi les spécialistes. Considérée tout d'abord comme caractéristique de la première période de Jan, puis un temps attribuée à son frère Hubert van Eyck, elle passe désormais pour être l'une des œuvres les plus tardives de Jan, pour laquelle il aurait utilisé des techniques représentatives de ses œuvres du milieu des années 1430, et de celles plus tardives.
Le panneau a été acquis par la Gemäldegalerie de Berlin en 1874. Il a été volé en 1877, et rapidement retrouvé, mais sans son cadre original qui présentait des inscriptions, désormais tenu comme définitivement perdu. De nos jours, La Vierge dans une église est largement considérée comme l'un des tableaux les plus fins de van Eyck. Millard Meiss a écrit à son propos que la « splendeur et la subtilité de [sa représentation] de la lumière étaient inégalées dans l'art occidental. »

## Attribution et datation

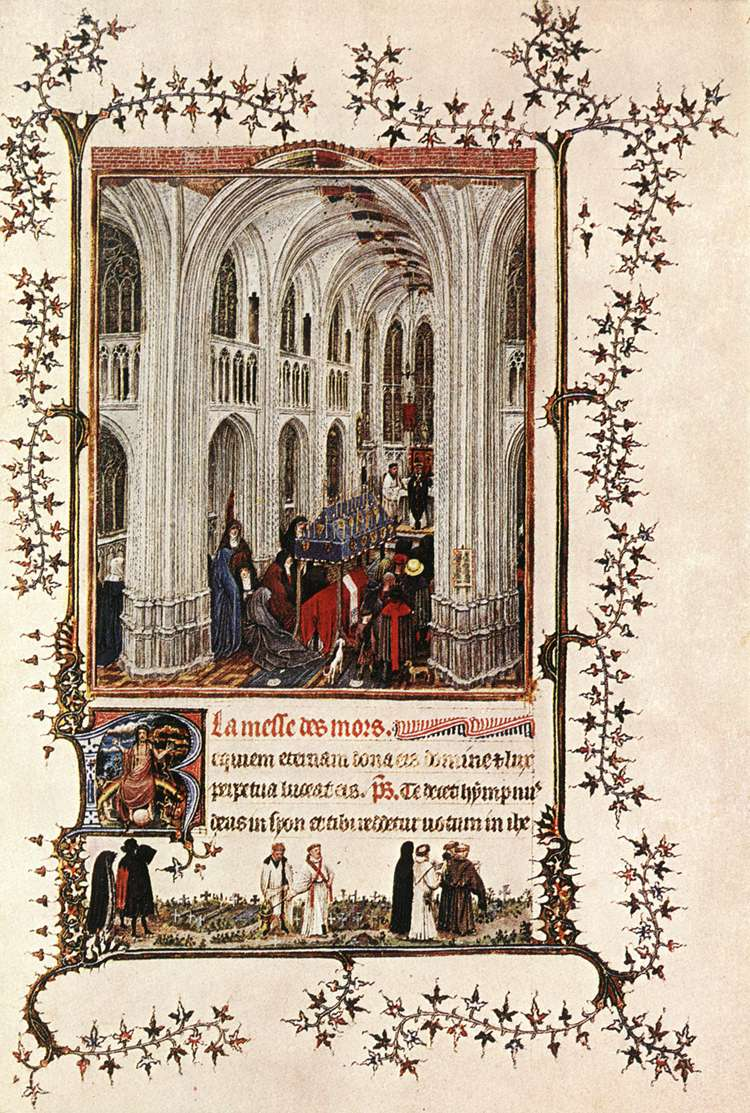
Funérailles dans une église, enluminure tirée des Heures de Turin-Milan, attribuée à la « main G », parfois considérée comme celle de Jan van Eyck. Cette œuvre présente un intérieur gothique très proche de celui du panneau de Berlin.

Les aléas de l'attribution du panneau sont le reflet de la progression des études des XIXe et XXe siècles concernant les Primitifs flamands. On pense actuellement qu'il a été achevé vers 1438-40, mais il existe encore des arguments pour une datation antérieure, entre 1424 et 1429. À l'instar des pages attribuées à la « main G » du manuscrit des Heures de Turin-Milan, le panneau a d'abord été attribué au frère de Jan, Hubert van Eyck, dans le catalogue de la  Gemäldegalerie de 1875, ainsi que par l'historien d'art Georges Hulin de Loo, dans un article de 1911. Cette allégation n'est plus considérée comme crédible, et Hubert n'est crédité de nos jours que pour un très petit nombre d'œuvres,. À partir de 1912, le tableau est définitivement attribué à Jan dans le catalogue du musée.
Les tentatives de datation ont connu une évolution similaire. Au cours du XIXe siècle, le panneau est tenu pour une œuvre de jeunesse de Jan, achevée à une date précoce dans sa carrière. Cette hypothèse change néanmoins à mesure que progressent les études sur le sujet. Au début du XXe siècle, Ludwig von Baldass place le tableau vers 1424–29. Puis il est considéré pendant une longue période comme appartenant au début des années 1430. Erwin Panofsky, qui propose la première étude détaillée de l'œuvre, évoque d'abord la date de 1432–34. À la suite des recherches de Meyer Schapiro, il révise son jugement et évoque la date de 1425-1427 dans son ouvrage sur Les Primitifs flamands. Dans les années 1970, une étude comparative avec la Sainte Barbe de 1437 aboutit à la conclusion que la Vierge dans une église a été achevée après 1437. Dans les années 1990, Otto Pächt juge l'œuvre comme un probable van Eyck tardif, en mettant en avant le fait que le traitement de l'intérieur est similaire à celui des Époux Arnolfini daté de 1434. Au début du XXIe siècle, Jeffrey Chipps Smith et John Oliver Hand placent l'œuvre entre 1426 et 1428, et la tiennent pour la probable plus ancienne œuvre de l'artiste, attribuée de façon certaine à celui-ci.

## Le panneau

### Description
Les dimensions de la peinture, 31 × 14 cm, sont presque assez petites pour que celle-ci soit considérée comme une miniature, ce qui s'accorde avec la plupart des diptyques de dévotion du XVe siècle. Une taille réduite rendait le tableau plus facilement transportable et plus abordable, tout en invitant le spectateur à s'en approcher pour observer de plus près la complexité de ses détails. À la manière de L'Annonciation de Washington D.C. qui présente elle aussi une Vierge dans une église, le point de fuite suggéré par le dallage au sol est déporté vers le bord droit du cadre.
Pour Erwin Panofsky, la peinture est composée comme si ses personnages principaux étaient des sculptures prenant vie. Elle représente Marie vêtue d'une robe bleu foncé — de la couleur traditionnellement utilisée pour mettre en valeur son humanité — passée par-dessus une robe rouge diversement texturée. Son ourlet est brodé d'or et comporte des lettres dorées dessinant les inscriptions « SOL » (voire « …SIOR SOLE… HEC ES… »), puis « LU », renvoyant selon toute évidence aux mots latins pour « le soleil » (« sol ») et « la lumière » (« lux »). Sur sa tête repose une haute couronne finement ciselée et incrustée de pierreries. Elle serre contre elle l'enfant Jésus de son bras droit, et elle retient ses pieds de la main gauche. Ce dernier, emmailloté dans un lange blanc allant des hanches jusqu'au-delà de ses pieds, agrippe de la main gauche le décolleté décoré d'un ourlet de pierreries de la robe de sa mère — alors que sa main droite repose sur son poignet gauche. L'environnement architectural concourt à mettre la Vierge en valeur. Non seulement elle est d'une taille visiblement disproportionnée par rapport au décor — et ce d'une façon suffisamment évidente pour que cela soit volontaire et assumé —, mais le chœur, telle une « couronne architecturale » de l'édifice, semble faire écho à la couronne mariale, alors que les verticales de la robe et les courbes du drapé du manteau qui s'étale au sol vers la gauche répondent en symétrie inversé aux verticales des colonnes vers le haut et aux arcs du plafond de l'église.

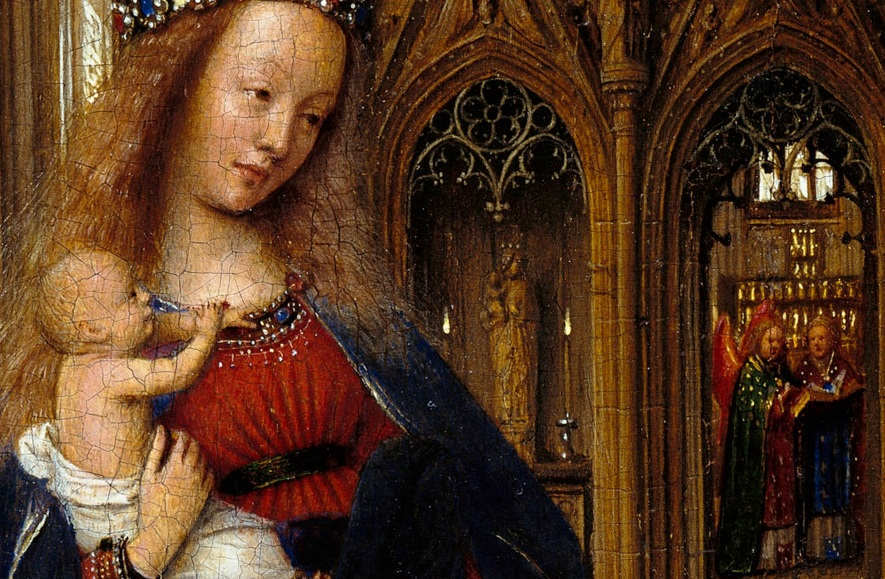
La Vierge et l'Enfant (détail). Une statue de la Vierge à l'Enfant se situe juste derrière les deux personnages du premier plan ; au fond à droite, deux anges chantent des psaumes.

Outre le personnage du premier plan, d'autres évocations de Marie sont présentes dans l'église. Une statuette de la Vierge à l'Enfant, entre deux cierges allumés, est placée dans une niche du jubé du chœur, derrière les personnages principaux. Au-dessus de cette niche d'autel, le gable de gauche du jubé est sculptée d'une Annonciation en relief, tandis que celui situé à droite représente le Couronnement de la Vierge. Le cadrage coupe d'ailleurs ce jubé, et masque sa troisième partie, celle la plus à droite : ainsi, le tableau montre, surplombant le jubé, la Croix triomphale au-dessus de la partie centrale, accompagnée de la statue dorée de la Vierge de douleurs à sa gauche, mais occulte en grande partie — jusqu'à le rendre inidentifiable — celle de Jean l'évangéliste à droite, qui l'accompagne traditionnellement dans les Crucifixions gothiques. Sous la Vierge de douleurs se trouve une statue, identifiée comme celle de Salomon, l'ancêtre de Marie. Ainsi la thématique se concentre autour du thème marial, décliné à travers les étapes de la vie de Vierge.
La partie centrale du jubé contient une ouverture menant au chœur par un escalier comptant sept marches — peut-être une allusion à l'Apocalypse — et laisse entrevoir, situé devant un reliquaire, deux anges chantant devant un livre de cantiques ouvert. Ceux-ci chantent vraisemblablement des psaumes à la louange de la Vierge, peut-être selon les termes de l'hymne de la Nativité inscrit sur le cadre originel.
Une tablette de prière écrite sur deux colonnes — comparable à celle représentée sur le monumental Triptyque des sept sacrements de Rogier van der Weyden (1445-1450) — est suspendue, accrochée à la pile située à gauche des deux personnages principaux. Le texte qu'elle contient peut faire écho, voire reprendre la prière à la Vierge inscrite sur le cadre originel. Les fenêtres à claire-voie donnent sur les arcs-boutants, et des toiles d'araignée sont même visibles entre les arches de la voûte. L'architecture de l'église présente plusieurs phases différentes : les arcades robustes et la galerie du triforium dans la nef, caractéristiques du XIIIe siècle, se distinguent notamment des galeries du chœur et du transept, plus hautes et dans un style plus fin, telles qu'on les réalisait un siècle plus tard environ.
La lumière minutieusement représentée offre un contraste entre un premier à gauche représentant une partie inférieure de l'église relativement mal éclairée, et des voûtes d'ogives illuminées vers le haut et le fond. En bas, la lumière du jour entre à gauche par un portail situé au bout du collatéral, et se répand sur le sol carrelé de l'église. Mais la lumière la plus frappante reste celle qui provient des fenêtres vitrées du triforium, inonde de clarté les plafonds de la nef et du chœur, et frappe le sol en deux nappes éclatantes, situées juste derrière les personnages principaux, au bord droit du panneau. Cette lumière naturelle est complétée par celle, plus douce et ponctuelle, des deux cierges qui encadrent la statuette de l'autel situé dans la niche du jubé. Les ombres projetées sont particulièrement marquées sur les marches menant au chœur et au niveau du collatéral. Leur angle — qui suggère un soleil en plein midi — est rendu selon une manière inhabituellement réaliste au début du XVe siècle, et leur détail est tel que leur représentation s'appuie probablement sur l'observation du comportement réel de la lumière, autre innovation de l'art du XVe siècle. Cependant, alors que la lumière venant de l'extérieur est dépeinte comme elle pourrait apparaître dans la nature, sa source n'est pas montrée. Panofsky remarque à ce propos que, dans la mesure où les églises contemporaines comportaient normalement un chœur orienté à l'est, la lumière du soleil pénétrant par les fenêtres de gauche provient donc du nord, alors qu'elle devrait entrer par le sud. Loin de constituer là encore une erreur ou une maladresse du peintre, cet élément tend bien plutôt à prouver que la représentation de lumière n'est pas destinée à paraître naturelle, mais à représenter le rayonnement divin, car « cette lumière, bien qu'indépendante des lois de l'astronomie, ne l'est pas des lois du symbolisme. »

### Cadre et inscriptions

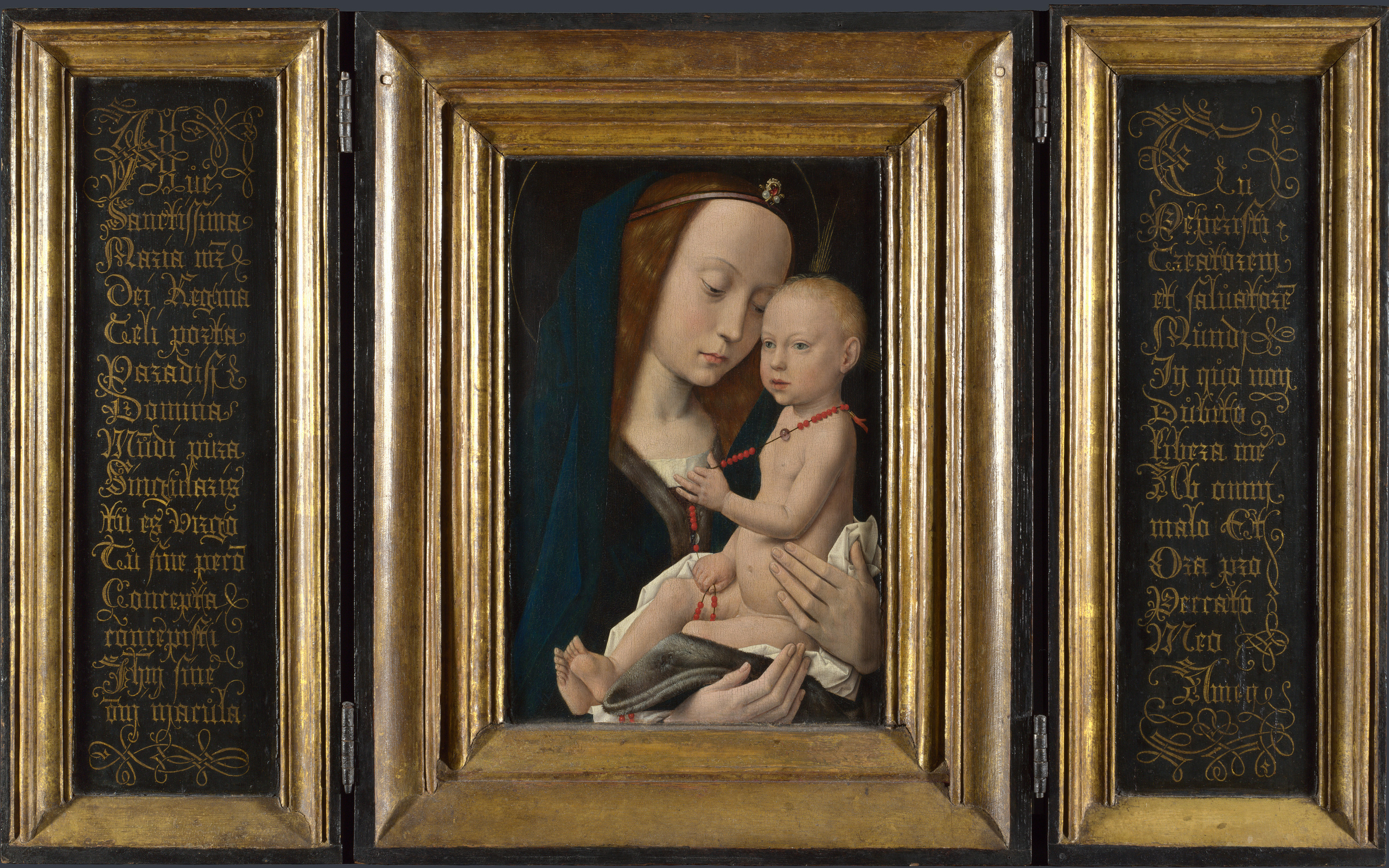
La Vierge à l'Enfant, triptyque d'un suiveur d'Hugo van der Goes,, vers 1485, Londres, National Gallery

Selon Elisabeth Dhanens, la forme arrondie du bord supérieur du cadre original — définitivement perdu en 1877 — rappelle celle des panneaux du registre supérieur du Retable de Gand, tenu pour été conçu par Hubert, le frère de Jan ; mais elle juge le cadre actuel trop étroit et petit, et figurant des « marbrures maladroites . » Le texte de l'hymne inscrit sur le cadre originel est connu, avant la perte définitive de celui-ci — grâce à la description détaillée que Léon de Laborde fait du panneau en 1851, globalement confirmée par celle donnée par Théophile Thoré-Burger dans de la Gazette des beaux-arts en 1869,, ou encore par celle que continuera de reprendre le catalogue du Kaiser-Friedrich Museum.
Écrit dans une forme poétique, ce texte commence à partir du bord inférieur pour se prolonger vers le haut sur les bords verticaux, et se terminer au bord supérieur,. Au bord inférieur du cadre est écrit : « FLOS FLORIOLORUM APPELLARIS » (« Tu seras appelée la fleur de toutes les fleurs (?) »), et sur les côtés et le bord supérieur : « MATER HEC EST FILIA / PATER HIC EST NATUS / QUIS AUDIVIT TALIA / DEUS HOMO NATUS ETCET » (« Cette Mère est la Fille. Ce Père est né. Qui a entendu une telle chose ? Dieu né Homme, etc. »). Il s'agit de la première moitié de la seconde stance d'un hymne médiéval de la Nativité. La cinquième stance de l'hymne, non incluse dans la transcription de van Eyck, signifie littéralement : « De même que le verre n'est pas endommagé / Par le soleil le pénétrant / De même est intacte / La Vierge, avant comme après. » Les lettres inscrite sur l'ourlet de la robe (« SOL » et « LU ») font écho à ceux du cadre, et renvoient à une inscription similaire sur la robe de Marie dans un autre tableau de van Eyck, La Vierge au chanoine Van der Paele de 1436. Il s'agit du passage suivant du Livre de la Sagesse (7, 29) : « EST ENIM HAEC SPECIOSIOR SOLE SUPER OMNEM STELLARUM DISPOSITIONEM. LUCI COMPARATA INVENITUR PRIOR » (« Car Elle est plus belle que le soleil et surpasse toutes les constellations. Comparée à la lumière, elle s'en trouve supérieure. »). Ce passage figure parmi l'un des favoris du peintre dans ses évocations mariales puisqu'il est également cité sur le cadre du Triptyque de Dresde (vers 1437), sur le panneau de la Vierge du polyptyque de L'Agneau mystique de Gand (1432), ainsi que sur le cadre du retable de La Vierge au chanoine Van der Paele (1436). Mais il est dans le cas présent exactement accordé à la représentation picturale, qui présente effectivement Marie touchée par la lumière du soleil.
Pour Meiss, ces inscriptions tendent à prouver que le tableau ne constituait pas une simple évocation mariale traditionnelle, « une sorte d'image de Noël contenant des allusions à l'incarnation et la vie du Christ ainsi qu'à la virginité de sa Mère ». D'autres, parmi lesquels Craig Harbison, pensent qu'elles étaient purement fonctionnelles. Étant donné que les diptyques contemporains étaient commandités pour des actes de dévotion et de méditation privés, les inscriptions qu'ils comportaient étaient destinées à être lues comme des  incantations ou des prières d'indulgences personnalisées. Harbison note que les commandes privées de van Eyck n'ont pas l'habitude d'être surchargées de textes de prières : les mots auraient ainsi pu remplir une fonction similaire à celle des tablettes de prières, ou plus exactement des « ailes de prières » du type de celles du triptyque (reconstitué) de Londres représentant La Vierge à l'Enfant, d'un suiveur d'Hugo van der Goes.

### Architecture

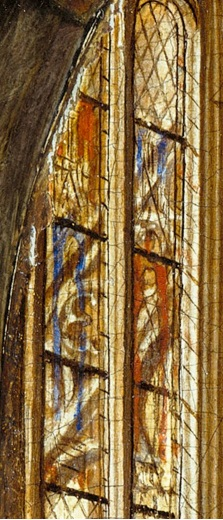
Le vitrail le plus haut, dans la gauche supérieure du panneau

Van Eyck détaille l'architecture avec une précision encore jamais vue dans la peinture d'Europe du Nord. Les œuvres antérieures de van Eyck représentent souvent des églises dans un style roman plus ancien, parfois pour représenter le Temple de Jérusalem comme cadre historique adéquat de la scène, avec un décor se rapportant exclusivement à l'Ancien Testament. Cela n'est clairement pas le cas ici, puisque l'Enfant Jésus occupe le même espace que la Croix du jubé le représentant crucifié. L'église, dans ce panneau, est de style gothique contemporain — un choix peut-être destiné à associer Marie à l'Ecclesia Triumphans, ou « Église triomphante » — tandis que sa pose et sa taille surdimensionnée sont redevables aux formes et conventions de l'art byzantin du gothique international.

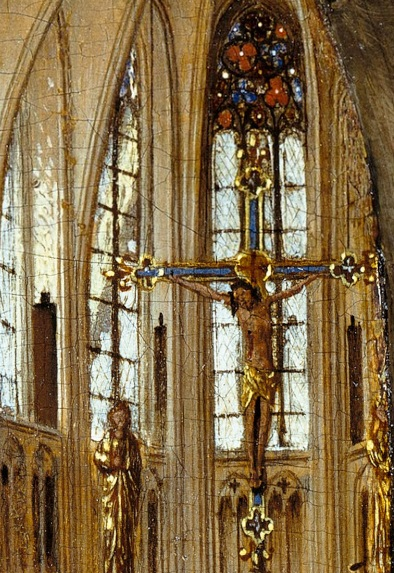
La Crucifixion dans la partie supérieure du panneau

Les différents éléments de l'église sont si particulièrement détaillés et ceux de l'architecture gothique contemporaine si bien délimités, que les historiens de l'art et de l'architecture ont conclu que van Eyck devait posséder des connaissances architecturales suffisamment poussées pour rendre compte des telles distinctions nuancées. Plus encore, compte tenu de la finesse des descriptions, de nombreux chercheurs ont essayé de mettre en relation la peinture avec un bâtiment réel. Cependant, et comme pour tous les bâtiments représentés dans les œuvres de van Eyck, la structure est probablement imaginaire. Van Eyck pourrait avoir privilégié l'effet visuel sur la vraisemblance physique pour proposer la construction idéalisée d'un espace architectural parfait, en concordance avec l'image de Marie véhiculée par l'œuvre. Parmi les bâtiments suggérés comme sources (au moins partiellement) possibles, on a avancé l'église Saint-Nicolas de Gand, la basilique Saint-Denis, la cathédrale de Dijon, la cathédrale de Liège, ou la cathédrale de Cologne. On a également pu proposer la basilique Notre-Dame de Tongres, qui possède un triforium surmonté d'une claire-voie très proches de ceux du panneau. L'église de Tongres fait de plus partie de ces rares églises de la région des Flandres orientée selon un axe nord-est sud-ouest, et dont la lumière des matins d'été pourrait correspondre à celle du tableau. Elle possède enfin une statue en pied de la Vierge à l'Enfant (la Vierge à la haute couronne), à laquelle on attribuait autrefois des pouvoirs miraculeux — bien que la statue actuelle soit postérieure à van Eyck.
Pächt décrit l'œuvre en termes d'« illusion intérieure », notant la manière dont l'œil du spectateur tombe sur la nef, puis la croisée du transept, et « seulement alors regarde, à travers et par-dessus le jubé, le chœur. » À partir de là, Pächt considère que la perspective manque volontairement de cohésion, « les relations entre les différentes parties de l'édifice n'[étant] pas totalement montrées […]. La transition du premier plan vers l'arrière-plan est ingénieusement masquée par la figure de la Vierge elle-même, qui cache la pile de la croisée ; le plan médian est pratiquement éliminé et notre regard passe sur lui sans en avoir conscience. » L'illusion est renforcée par l'utilisation de la couleur suggérant la lumière : l'intérieur est sombre et dans l'ombre tandis que l'extérieur invisible semble baigné d'une intense lumière.

### Fenêtres et vitraux

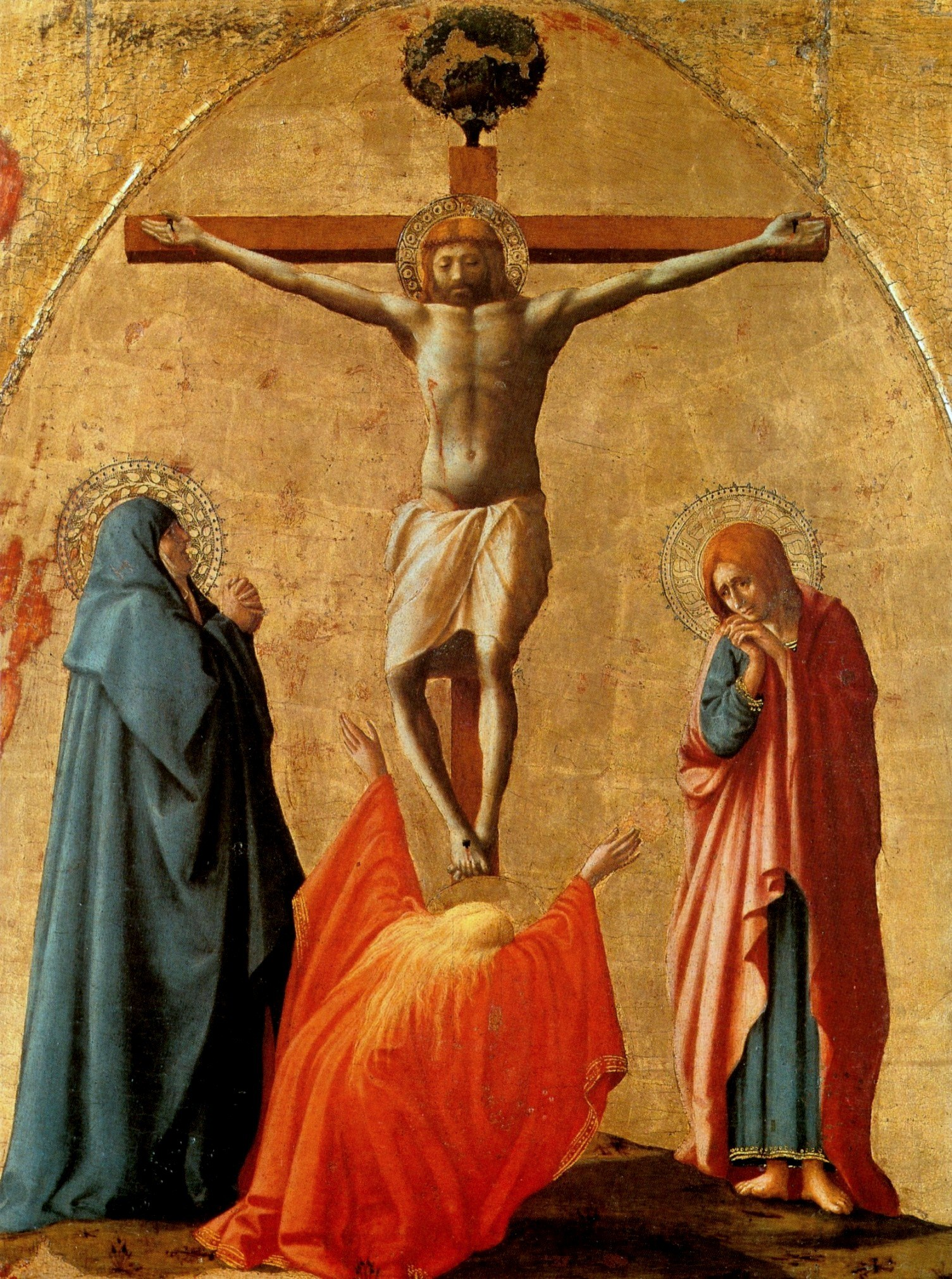
Masaccio, Crucifixion, vers 1426,, Musée Capodimonte de Naples

Fait inhabituel pour une église gothique du XIIIe siècle, la plupart des vitres des fenêtres sont de verre transparent. En observant les fenêtres courant le long de l'édifice, John L. Ward a remarqué que celle située juste au-dessus du Christ en Croix, au fond du chœur, était la seule dont la partie supérieure était visible. Cette fenêtre fait face au spectateur, de façon frontale, et présente des vitraux colorés aux motifs complexes de fleurs rouges et bleues entrelacées. Parce que la fenêtre est si loin située dans l'espace pictural, à un point où la perspective devient faible, la proximité des fleurs et de la croix donne à celles-ci l'impression de « s'avancer dans l'espace, comme si [elle] poussaient soudainement à partir du haut de la croix placée en face. »
Ward ne veut pas croire à une simple mystification optique résultant d'un défaut de perspective vers le haut du panneau. Il y voit bien plutôt une référence subtile à l'iconographie et la mythologie de l'Arbre de la Vie du Livre de la Genèse, présenté ici selon lui comme une « renaissance dans la mort du Christ ». Il reconnaît la subtilité de l'illusion, et remarque qu'aucune des deux copies fidèles du tableau ne reprend ce motif. L'idée des fleurs présentées comme si elles germaient du haut de la croix pourrait avoir été empruntée à la Crucifixion de Masaccio (1426), où des fleurs sont placées sur la partie supérieure de la poutre verticale de la croix. Ward en conclut que van Eyck a poussé cette idée encore plus loin en montrant des fleurs émanant d'une autre source, tout en cherchant à dépeindre le moment réel où l'Arbre de la Vie renaît et « la Croix vient à la vie et fait germer les fleurs au moment où on les regarde ».

## Interprétation et iconographie

### La lumière

Jan van Eyck, L'Annonciation, vers 1434, Washington, D.C., National Gallery of Art. Il s'agit peut-être de la plus célèbre des représentations de la Vierge par van Eyck où les personnages semblent disproportionnés par rapport à l'architecture. Cependant, cette œuvre ne contient pas d'éléments architecturaux permettant de donner une échelle claire au bâtiment.

Le divin représenté par la lumière est un motif en accord avec l'esprit à la fois du texte latin sur l'ourlet de la robe de Marie (qui compare sa beauté et son éclat à ceux de la lumière divine) et de l'inscription sur le cadre. Une seconde source de lumière, distincte de celle tombant du haut, illumine le visage de la Vierge, semblant davantage se comporter comme d'origine divine que naturelle. Les deux taches lumineuses derrière Marie ont parfois été décrites comme donnant à la peinture une atmosphère mystique, indiquant symboliquement la présence éthérée de Dieu. Dans la niche derrière elle, pourtant baignée de lumière naturelle, la statuette est éclairée par deux bougies, symboles de l'Incarnation. La lumière artificielle ajoute à l'illusion de réalité d'ensemble de l'intérieur de l'église, que Pächt attribue principalement à l'usage de la couleur.
Au début du XVe siècle, Marie tient une position centrale dans l'iconographie chrétienne et est souvent représentée comme celle en qui « le Verbe s'est fait chair », un résultat direct de l’œuvre de la lumière divine. Pendant la période médiévale, la lumière joue comme un symbole visuel à la fois de l'Immaculée Conception et de la naissance du Christ, ce dernier passant pour être la manifestation de la lumière de Dieu passant à travers le corps de Marie, à l'image de la lumière brillant à travers une vitre.
La lumière devient donc un moyen répandu parmi les peintres du Nord du XVe siècle pour figurer le mystère de l'Incarnation, la lumière traversant une vitre sans la briser illustrant métaphoriquement le paradoxe de l'Immaculée Conception et de la virginité perpétuelle de Marie. Ceci correspond notamment à un passage des Sermones de Diversis (Sermons divers) de Bernard de Clairvaux : « Tout comme l'éclat du soleil remplit et pénètre une vitre sans l'endommager, et perce sa forme solide avec une subtilité imperceptible, sans la blesser ni la détruire lorsqu'elle apparaît : ainsi la parole de Dieu, la splendeur du Père, entra dans la chambre vierge, puis sortit de l'utérus fermé. »
Avant la période des Primitifs flamands, la lumière divine n'a pas été bien représentée : si un peintre voulait dépeindre le rayonnement céleste, il peignait généralement un objet en or réfléchissant celui-ci. L'accent était mis sur la représentation de l'objet lui-même plutôt que sur l'effet de la lumière, comme si celle-ci tombait à travers lui. Van Eyck a été l'un des premiers à figurer la saturation de la lumière et ses effets, ainsi que les transitions lumineuses lorsqu'elle se déverse à travers l'espace pictural. Il a détaillé la façon dont la couleur d'un objet varie en fonction de la quantité et du type de lumière qui l'éclaire. Ces jeux de lumière sont évidents sur ce panneau, tout particulièrement sur la robe dorée de Marie et sa couronne de pierreries, à travers ses cheveux et sur son manteau.

### Icône Éléousa

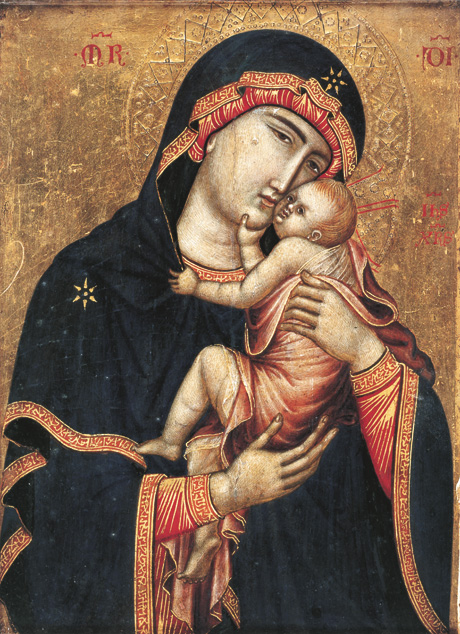
Anonyme, La Madone de Cambrai, vers 1340, icône italo-byzantine, Cathédrale de Cambrai

Le panneau est, avec la Vierge à la fontaine d'Anvers, largement accepté comme l'une des deux dernières Vierge à l'Enfant  de van Eyck, peintes avant sa mort survenue vers 1441. Les deux œuvres présentent la Vierge debout, habillée de bleu, dans une position et une couleur contrastant avec les représentations antérieures du même sujet (du moins pour celles parvenues jusqu'à nous), où elle est généralement montrée assise et vêtue de rouge. Des modèles de Vierges debout existaient dans les icônes de l'art byzantin, et les deux tableaux peuvent également s'inscrire dans, et réinterpréter la tradition des icônes Éléousas (ou « Vierges de Tendresse » ), présentant la Vierge et l'Enfant joue contre joue, et l'Enfant caressant le visage de sa mère.
Durant les XIVe et XVe siècles, un grand nombre de ces œuvres a été importé en Europe du Nord, et a été largement copié, entre autres, par la première génération des artistes flamands. L'iconographie de la fin de l'époque byzantine, caractérisée notamment par l'artiste anonyme ayant réalisé la Madone de Cambrai , ainsi que celle de ses successeurs du XIVe siècle tels que Giotto, ont popularisé la représentation de la Vierge à une échelle monumentale. Van Eyck a sans nul doute absorbé ces influences, même si l'identification exacte de œuvres auxquelles il a pu avoir accès continue de faire débat. On suppose par exemple qu'il a pu en avoir eu une connaissance de première main lors de son voyage en Italie en 1426 ou en 1428, avant que l'icône de Cambrai soit emportée dans le Nord.
Les deux panneaux de la Vierge de van Eyck s'inscrivent dans une tradition de reprise des œuvres existantes, et ont eux-mêmes été souvent copiés par des ateliers commerciaux à travers le XVe siècle,.
Il est possible que la saveur byzantine de ces images soit également liée aux tentatives diplomatiques contemporaines de réconciliation avec l'Église grecque orthodoxe, auxquelles le patron de van Eyck Philippe le Bon a pris une part active. Le Portrait du cardinal Niccolò Albergati de van Eyck (vers 1431) représente l'un des diplomates pontificaux les plus impliqués dans ces efforts.

### Marie en tant qu'Église
Van Eyck donne à Marie trois rôles : Mère du Christ, personnification de l'Ecclesia Triumphans (ou « Église triomphante ») et Reine des Cieux, ce dernier rôle étant évoqué par la couronne sertie de joyaux. Les dimensions proches de la peinture de miniatures contrastent avec la taille surdimensionnée de Marie par rapport à son environnement. Elle domine physiquement l'intérieur de l'église ; sa tête est presque au niveau de la galerie du triforium, à une hauteur approximative de dix-huit mètres. La distorsion de l'échelle se retrouve dans un certain nombre d'autres représentations de la Vierge de van Eyck, où les arcs des intérieurs essentiellement gothiques n'ont pas une hauteur suffisante pour y inclure le personnage. Pächt décrit cet intérieur comme une « salle de trône » qui enveloppe Marie comme dans un « coffret ». Sa stature monumentale est le reflet d'une tradition remontant à un modèle italo-byzantin — popularisé par la célèbre Vierge d'Ognissanti de Giotto (vers 1310) — et souligne son identification à l'église elle-même. Till-Holger Borchert affirme même que van Eyck a moins envisagé son sujet comme une « Vierge dans une église » que comme une métaphore présentant Marie « telle l'Église  ». L'idée selon laquelle sa taille représente son incarnation de l'Église a d'abord été avancée par Erwin Panofsky en 1941. Les historiens d'art du XIXe siècle, qui pensaient que l'œuvre avait été exécutée au début de la carrière de van Eyck, ont attribué ce choix d'échelle à une maladresse, voire erreur commise par un peintre manquant encore d'expérience.
Cette composition est aujourd'hui unanimement considérée comme délibérée, et opposée à la fois à celle de La Vierge au chancelier Rolin  et à celle des Époux Arnolfini. Ces œuvres présentent des intérieurs apparemment trop petits pour contenir les personnages, selon un dispositif que van Eyck utilise pour créer et mettre en valeur l'intimité de l'espace partagé par le donateur et le saint. La hauteur monumentale de la Vierge rappelle celle de son Annonciation réalisée entre 1434 et 1436, bien que cette dernière composition ne présente pas d'éléments architecturaux permettant de donner une échelle claire pour évaluer les dimensions du bâtiment. Une copie de l'Annonciation par Joos van Cleve, reflétant peut-être l'observation d'un « peintre relativement immature », montre Marie à une échelle mieux proportionnée par rapport à son environnement.
La Vierge est figurée comme une apparition mariale. Elle apparaît par conséquent probablement devant un donateur, agenouillé en prière sur le panneau opposé, aujourd'hui perdu. L'idée d'un saint apparaissant devant des laïcs était fréquente dans l'art du Nord de cette période, et est par exemple illustrée dans La Vierge au chanoine Van der Paele de van Eyck (1434-1436). Le chanoine y est présenté comme s'il venait juste de prendre une courte pause pour méditer sur un passage de la Bible qu'il tient entre les mains, alors que la Vierge et l'Enfant apparaissent devant lui en compagnie de deux saints, comme des incarnations de sa prière.

### Pèlerinage
Comme la tablette de prière placée sur un pilier est un trait distinctif des églises de pèlerinage, Craig Harbison pense que le panneau évoque aussi en partie le phénomène du pèlerinage. Ce type de tablette contenait des prières spécifiques dont la récitation en face d'une image de dévotion ou dans l'église pouvait attirer une indulgence, ou une rémission des péchés au Purgatoire. La statue de la Vierge à l'Enfant dans la niche située derrière l'épaule gauche de Marie pourrait constituer une telle image, tandis que l'inscription d'un hymne de la Nativité autour du cadre (perdu), se terminant par « ETCET», c'est-à-dire « etc. », aurait pu inciter le spectateur à réciter tout le cantique, peut-être pour obtenir une indulgence. En conséquence, le but du tableau pourrait être de représenter, voire remplacer un acte de pèlerinage dans un cadre domestique. Cela aurait pu particulièrement séduire Philippe le Bon qui, s'il a effectué en personne de nombreux pèlerinages, est également connu pour avoir payé van Eyck afin que celui-ci en effectue un en son nom en 1426 — selon une pratique apparemment acceptable selon la comptabilité célestes de la fin du Moyen Âge.
La Vierge et l'Enfant au premier plan pourraient représenter les statues de l'arrière-plan venant à la vie : à cette époque, une telle apparition était considérée comme la plus haute forme de l'expérience du pèlerinage. Leurs poses sont similaires et la grande couronne de la Vierge est typique de celles observées sur les statues, plutôt que celles représentées sur les sujets royaux ou peints de la Vierge. Pour Harbison, les deux nappes de lumière sur le sol pourraient faire écho aux deux bougies encadrant l'une des statues ; il note également que les copies décrites ci-dessous conservent la tablette de prière, l'une la rapprochant même à l'avant-plan.

## Diptyque perdu et copies

### L'hypothèse d'un diptyque

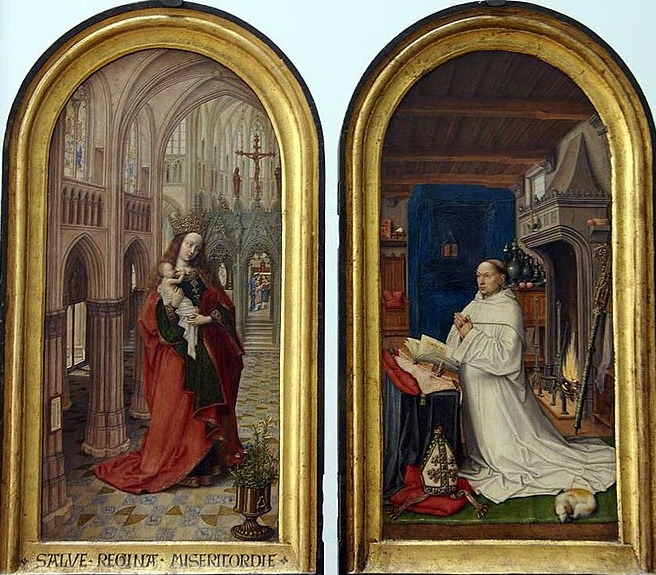
Maître de 1499, Vierge à l'Enfant avec un Portrait de l'abbé Christiaan de Hondt, Musée royal des beaux-arts d'Anvers.

Un faisceau d'indices concordants laisse penser que le panneau constituait l'aile gauche d'un diptyque démantelé dont le volet droit aurait représenté le donateur. Le cadre contient des agrafes, ce qui implique qu'il était autrefois articulé à un deuxième panneau. L'œuvre semble composée pour être symétriquement équilibrée vers une aile droite l'accompagnant : Marie est positionnée légèrement à droite du centre, tandis que son regard baissé, presque timide, se dirige vers un espace situé au-delà du bord du panneau, ce qui suggère qu'elle regarde, ou du moins dirige son regard vers un donateur agenouillé dans l'aile droite. Les éléments architecturaux visibles — à l'exception des niches, de la Croix et des fenêtres directement derrière elle, qui sont à angle droit de la nef, faisant face du spectateur — sont à la gauche du panneau, vers la droite. Une ligne droite reliait donc vraisemblablement à l'origine la lumière des grandes fenêtres du haut de l'église, le regard de la Vierge et le visage du commanditaire.
Harbison pense que le panneau est « de façon quasi certaine la moitié gauche d'un diptyque de dévotion ». Dhanens souligne la façon dont la ligne du regard de Marie se prolonge au-delà de l'horizon du panneau, caractéristique commune des diptyques et triptyques flamands, où le regard du saint est dirigé vers la représentation du donateur qui l'accompagne. Les autres indices sont l'architecture exceptionnellement oblique de l'église, ce qui suggère que sa représentation devait se prolonger sur une aile sœur — à la manière de l'Annonciation du Maître de Flémalle et surtout du Triptyque Braque de Rogier van der Weyden (vers 1452), où la continuité entre les panneaux est particulièrement soulignée.

### Copies
Deux copies quasi contemporaines, généralement attribuées au Maître de 1499 gantois et Jan Gossaert ont été exécutées alors que l'original faisait partie de la collection de Marguerite d'Autriche, arrière-petite-fille de Philippe le Bon. Ces deux œuvres présentent des variantes du panneau de la Vierge comme aile gauche d'un diptyque de dévotion, avec un portrait de donateur sur l'aile droite. Cependant, les deux panneaux de donateurs présentent des contextes très différents. La version de 1499 représente l'abbé cistercien Christiaan de Hondt priant dans ses appartements luxueux, tandis que Gossaert peint le donateur Antonio Siciliano accompagné de saint Antoine, dans un paysage panoramique. On ne sait pas si l'une des deux œuvres s'appuie précisément sur le modèle du panneau de gauche original de van Eyck.
La Vierge du panneau de 1499 est une libre adaptation, dans laquelle l'artiste a modifié et repositionné un certain nombre d'éléments. Cependant, les historiens d'art conviennent généralement du fait que ces modifications ont été faites au détriment de l'équilibre et de la force de la composition d'origine. Le panneau attribué à Gossaert présente des modifications encore plus importantes, quoique peut-être plus heureuses, parmi lesquelles on peut noter le déplacement du centre d'équilibre de l'œuvre par l'ajout d'une section à droite, l'unification de la couleur de l'habit de la Vierge, entièrement en bleu foncé, et le changement de son expression faciale. Les deux exemplaires omettent les deux nappes de lumière au sol en face de la Vierge, éliminant ainsi l'élément mystique présent sur l'original, peut-être parce que son importance n'a pas été comprise par les artistes ultérieurs. Le fait que Gossaert suive d'autres aspects de l'original de si près est cependant la preuve de la haute estime en laquelle il a tenu le talent technique et esthétique de van Eyck, à tel point que sa version est parfois considérée comme un hommage au maître. L'admiration pour van Eyck du Maître de 1499 peut également se lire dans son panneau de gauche, qui contient de nombreuses réminiscences des Époux Arnolfini, y compris dans le rendu des solives au plafond, ainsi que la couleur et la texture des tissus rouges. Les jugements à l'égard de ces copies peuvent néanmoins être très sévères, certains les tenant comme « spirituellement, si ce n'est esthétiquement désastreuses par rapport au concept original. »

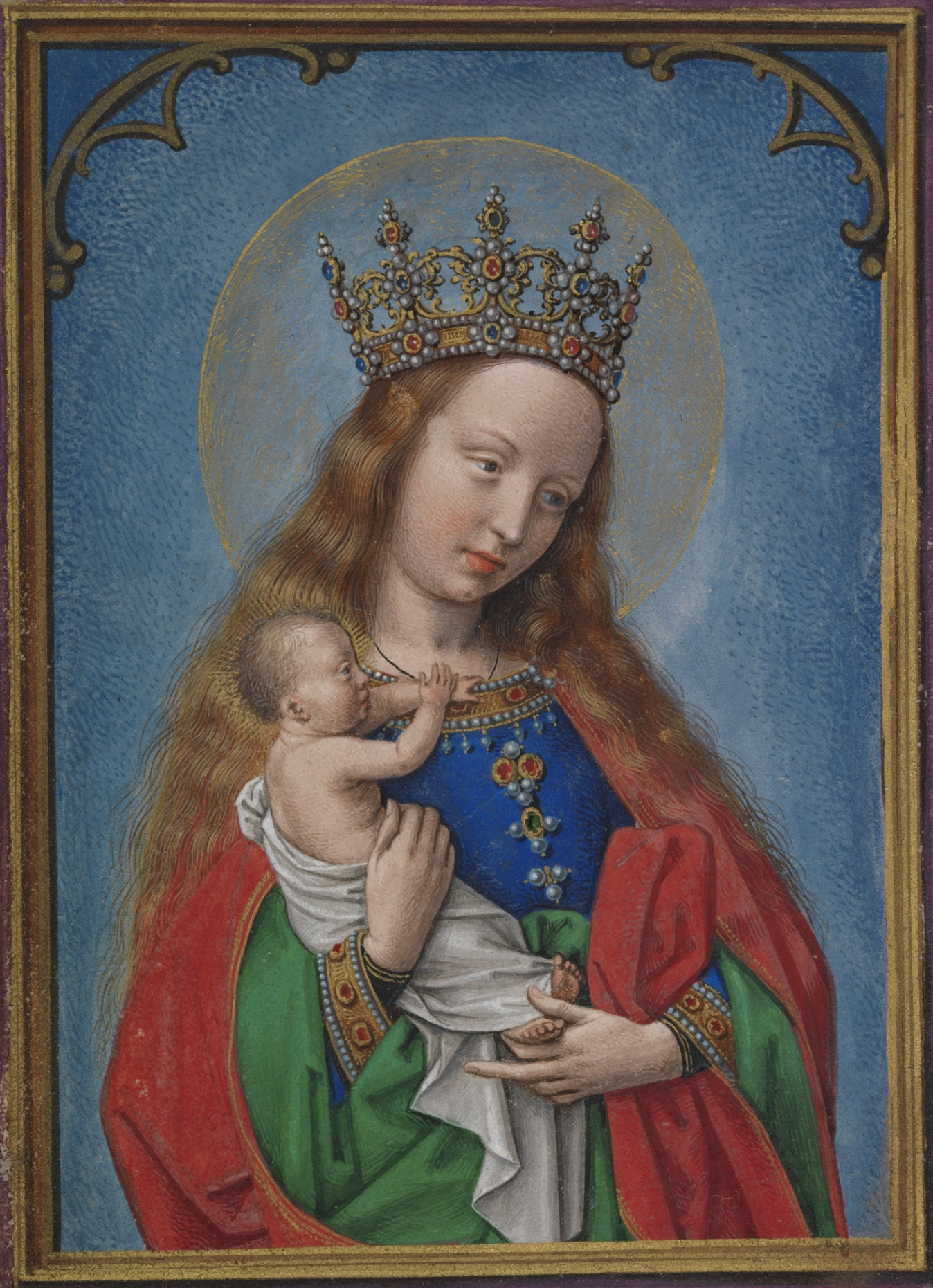
Simon Bening, La Vierge à l'Enfant, vers 1530, dans le Rosaire de Philippe II d'Espagne, Dublin, Bibliothèque Chester-Beatty

Vers les années 1520–30, l'enlumineur et miniaturiste gantois Simon Bening a effectué une Vierge à l'Enfant] en buste qui ressemble de si près au panneau de van Eyck qu'il peut être tenu pour une copie d'inspiration libre. Cependant, il peut être plus étroitement encore rattaché à l'original de la Madone de Cambrai, en particulier en raison du maintien de l'auréole, considérée comme démodée au XVe siècle. La Vierge de Bening reste cependant distincte des deux copies précédentes de van Eyck dans la mesure où elle a été conçue comme un panneau indépendant, non comme une partie de diptyque. Bien que de composition similaire, elle se démarque radicalement de l'original, en particulier dans le choix des couleurs. L'œuvre de Bening a donc pu s'inspirer davantage du panneau de Gossaert que directement de celui de van Eyck,.
D'autres copies ont été identifiées, parmi lesquelles un panneau de la Vierge dans une église avec trois saints et donateurs du XVIIe siècle, autrefois dans la collection Rodriguez-Bauzá à Madrid, un dessin vendu en 1896 de l'ancienne collection L. Paar, et un autre dessin mentionné en 1878 dans la collection particulière du directeur du Musée de Kensington, J. C. Robinson,.

## Histoire de l'œuvre
L'origine et la provenance de l'œuvre contiennent de nombreuses lacunes ; même les périodes mieux documentées restent souvent « nébuleuses », pour reprendre l'expression d'E. Dhanens.
Philippe le Bon a pu en être le commanditaire originel. Le panneau pourrait correspondre à une description enregistrée dans un inventaire de 1516 de son arrière-petite-fille Marguerite d'Autriche, qui avait hérité de la majorité de sa collection : « Un autre tableau de Nostre-Dame, du duc Philippe, qui est venu de Maillardet, couvert de satin brouché gris, et ayant fermaulx d'argent doré et bordé de velours vert. Fait de la main Johannes. » Selon les pratiques de nommage identifiées dans cet inventaire, « Johannes » se réfère très vraisemblablement à van Eyck, et « duc Philippe » à Philippe le Bon.
Aucune trace du tableau ne subsiste du début du XVIe siècle jusqu'en 1851, quand il est remarqué, « très bien conservé, sauf une fissure qui le traverse, [et] encore dans son ancien cadre », par l'esthète et amateur d'art Léon de Laborde dans la collection de Théodore Nau, « architecte du diocèse de Nantes ». Il en fait une description très précise, y compris du détail de l'inscription du cadre. Théodore Nau l'aurait acheté pour la somme de 50 francs à l'ancienne femme de charge du diplomate François Cacault, qui l'aurait lui-même acquis lors de ses fonctions en Italie avec un certain nombre d'autres peintures — à l'origine des collections du Musée des beaux-arts de Nantes. En 1869, le journaliste et amateur d'art Théophile Thoré-Burger mentionne la présence du panneau à Aix-la-Chapelle dans la collection de Barthold Suermondt, et en fait une description, également avec les inscriptions sur le cadre originel, dans un article de la Gazette des beaux-arts. Il rapproche explicitement ce tableau de l'œuvre remarquée par Léon de Laborde, en précisant que Barthold Suermondt l'a acheté d'un « architecte de Nantes ».
Il est ensuite acquis, parmi un lot de 219 peintures de la collection Suermondt, par le musée de Berlin en mai 1874. Volé en mars 1877, ce qui provoque les gros titres de la presse mondiale de l'époque, il est récupéré dix jours plus tard, mais sans son cadre d'origine. Ce vol laissera des doutes sur la nature exacte du panneau restitué. Le catalogue du musée de Berlin de 1875 l'attribue à un imitateur de van Eyck ; le catalogue de 1883 décrit l'original comme perdu et la version de Berlin comme une copie. Peu après cependant, son authenticité est avérée, et le catalogue de Berlin de 1904 l'attribue à Jan.